# Intolerância à lactose
Intolerância à lactose é uma condição em que a pessoa manifesta sintomas por não conseguir digerir corretamente a lactose, um açúcar presente nos lacticínios. O nível de tolerância à lactose até que os sintomas comecem a aparecer varia de pessoa para pessoa. Os sintomas mais comuns são dor abdominal, sensação de barriga inchada, diarreia, gases e náuseas. Estes sintomas têm geralmente início entre 30 e 120 minutos após a ingestão de leite ou de derivados de leite. A gravidade dos sintomas depende da quantidade ingerida. A condição não causa qualquer lesão no trato gastrointestinal.
A intolerância à lactose é causada pela insuficiência da enzima lactase no intestino delgado. Esta enzima é essencial para digerir a lactose no intestino, separando-a em glicose e galactose. Existem quatro tipos de intolerância à lactose: primária, secundária, congénita e do desenvolvimento. A intolerância à lactose primária é causada pela diminuição da quantidade de lactase no intestino à medida que a pessoa envelhece. A intolerância à lactose secundária é causada por lesões no intestino delgado, como aquelas resultantes de uma infeção, doença celíaca, doença inflamatória intestinal ou outras doenças. A intolerância à lactose do desenvolvimento pode ocorrer em bebés prematuros e geralmente melhora passado pouco tempo. A intolerância à lactose congénita é uma doença genética extremamente rara em que desde o nascimento é produzida pouca ou nenhuma lactase.
O diagnóstico pode ser confirmado quando os sintomas desaparecem depois de eliminar a lactose da dieta. Podem ainda ser realizados outros exames complementares, como um teste respiratório de hidrogénio ou análises do pH fecal. Entre outras condições que produzem sintomas semelhantes estão a síndrome do cólon irritável, doença celíaca e doença inflamatória intestinal. A intolerância à lactose é uma condição distinta da alergia ao leite. O tratamento geralmente consiste na diminuição da quantidade de lactose na dieta, em suplementos de lactase ou no tratamento da causa subjacente. As pessoas intolerantes conseguem beber pelo menos um copo de leite por dia sem desenvolver sintomas significativos, podendo tolerar quantidades maiores se o leite for acompanhado de refeições ou tomado ao longo do dia.
Desconhece-se o número exato de adultos com intolerância à lactose. Estima-se que possa afetar 65% da população mundial. A incidência da condição varia significativamente entre regiões, desde menos de 10% na Europa do Norte até 95% em algumas partes da Ásia e de África. A doença tem geralmente início no fim da infância ou no início da idade adulta. A capacidade de digerir lactose em adulto evoluiu de forma independente entre as várias populações humanas, provavelmente como forma de adaptação à domesticação de animais leiteiros há 10 000 anos.

## Causas
As três principais causas são:
- Genética: A causa mais comum, atingindo a maioria dos adultos do mundo, especialmente comum no Ásia Oriental, Europa Meridional, na África Subsaariana e América Latina. Os níveis de produção de lactase diminuem progressivamente entre os dois anos e a idade adulta.
- Congênita: Rara, impede o aleitamento, sendo necessário usar uma fórmula substituta para bebês.
- Doença secundária: Causada pela lesão da mucosa do intestino delgado por alguma infecção. Bastante comum em crianças no primeiro ano de vida. Nestes casos, após resolvida a infecção, há persistência da diarreia até que ocorra a cicatrização do intestino. Continuar a alimentação com mamadeiras contendo lactose (afora o leite materno), nestes casos, pode prolongar a diarreia.

A intolerância à lactose também pode ser adquirida. Caso a criança pare de tomar leite por muito tempo, o organismo pode entender que não é mais necessário produzir a lactase.
Também pode ocorrer em bebês prematuros, ainda incapazes de produzir lactase.

## Origem genética
Apesar de todos os mamíferos ingerirem leite materno quando filhotes, eles não mantém a capacidade de digerir a lactose do leite depois de adultos. Os filhotes de mamíferos sintetizam a enzima lactase, que faz a quebra do carboidrato lactose, durante o período do aleitamento, mas os adultos não. Por isso, diz-se que todos os mamíferos são intolerantes à lactose.
No entanto, grande parte da população de seres humanos consegue digerir o açúcar do leite. Em 2002, um estudo finlandês chegou a conclusão de que existe uma mutação genética associada a essa condição médica. Atualmente, a teoria mais aceita é de que, há menos de 9 mil anos, na revolução neolítica quando se iniciou a domesticação dos animais, os seres humanos começaram a ingerir o leite das vacas. Apesar da maior parte dos humanos serem incapazes de digerir a lactose, ocorreu uma mutação em um indivíduo que deu a ele a capacidade de produzir a enzima lactase. Assim, ele absorvia mais nutrientes do leite da vaca, e tinha uma vantagem evolutiva sobre os demais. Essa característica genética foi sendo passada aos seus descendentes, até que grande parte da população humana atual tenha esse gene mutante.

## Prevalência
Culturas que bebem leite há muito tempo acabam tendo menor índice de intolerância à lactose, pois a seleção natural favorece os indivíduos que são tolerantes à substância. Por isso, em países nórdicos possuem pouca incidência de intolerância à lactose.
A prevalência de intolerância à lactose varia muito de população para população, afetando, por exemplo, apenas 1% dos suecos enquanto entre os tailandeses a prevalência é de 98%.
Cerca de 65% da população mundial adulta sofre de intolerância a lactose. Sendo que apenas 2% dos afetados de fato possuem sintomas extremamente nocivos a saúde necessitando assim de uma alimentação diferenciada. Esta parcela possui o transtorno desde sua infância onde ocorreu a troca do leite materno pelo convencional. A hipolactasia pode ser tratada pelos demais evitando o consumo de lácteos.
No Brasil chega a atingir 40% da população. Em Portugal afeta cerca de 33% da população.
Algumas mulheres recuperam a capacidade de consumir lactose durante a gravidez.

### Distribuição
| População                             | Indivíduos examinados | Intolerancia (%) | Reference     | Frequência alélica |
| ------------------------------------- | --------------------- | ---------------- | ------------- | ------------------ |
| Neerlandeses                          | N/A                   | 1                | [ 22 ]        | N/A                |
| Dinamarqueses                         | N/A                   | 4                | [ 23 ]        | N/A                |
| Australianos brancos                  | 160                   | 4                | [ 24 ]        | 0.20               |
| Suecos                                | 129                   | 5-7              | [ 25 ] [ 26 ] | N/A                |
| Bascos                                | 85                    | 8.3              | [ 27 ]        | N/A                |
| Britânicos                            | N/A                   | 5–15             | [ 28 ]        | 0.184-0.302        |
| Alemães                               | 1805                  | 6-23             | [ 30 ]        | N/A                |
| Suiços                                | N/A                   | 10               | [ 24 ]        | 0.316              |
| Norte-americans brancos               | 245                   | 12               | [ 24 ]        | 0.346              |
| Tuaregues                             | N/A                   | 13               | [ 28 ]        | N/A                |
| Finlandeses                           | N/A                   | 14-23            | [ 31 ]        | N/A                |
| Bielorrussos                          | N/A                   | 15               | [ 32 ]        | N/A                |
| Russos                                | N/A                   | 16               | [ 32 ]        | N/A                |
| Ucranianos                            | N/A                   | 13               | [ 32 ]        | N/A                |
| Austríacos                            | N/A                   | 15–20            | [ 28 ]        | N/A                |
| Espanhóis (não-bascos)                | N/A                   | 15               | [ 33 ]        | N/A                |
| Franceses do Norte                    | N/A                   | 17               | [ 28 ]        | N/A                |
| Italianos do Centro                   | 65                    | 19               | [ 34 ]        | N/A                |
| Mexicanos (a nível nacional)          | N/A                   | 16 - 33          | [ 35 ]        | N/A                |
| Indianos                              | N/A                   | 20               | [ 36 ] [ 37 ] | N/A                |
| Tutsis                                | N/A                   | 20               | [ 24 ]        | 0.447              |
| Fulas                                 | N/A                   | 23               | [ 24 ]        | 0.48               |
| Beduínos                              | N/A                   | 25               | [ 28 ]        | N/A                |
| Portugueses adultos                   | 102                   | 35               | [ 38 ]        | N/A                |
| Italianos do Sul                      | 51                    | 41               | [ 34 ]        | N/A                |
| Crianças afro-americanas              | N/A                   | 45               | [ 36 ]        | N/A                |
| Lapões (Rússia e Finlândia)           | N/A                   | 25–60            | [ 39 ]        | N/A                |
| Italianos do Norte                    | 89                    | 52               | [ 34 ]        | N/A                |
| Norte-americanos hispânicos           | N/A                   | 53               | [ 28 ]        | N/A                |
| Balcânicos                            | N/A                   | 55               | [ 28 ]        | N/A                |
| Homens mexicano-americanos            | N/A                   | 55               | [ 36 ] [ 37 ] | N/A                |
| Cretenses                             | N/A                   | 56               | [ 36 ]        | N/A                |
| Maasai                                | 21                    | 62               | [ 40 ]        | N/A                |
| Franceses do Sul                      | N/A                   | 65               | [ 28 ]        | N/A                |
| Cipriotas gregos                      | N/A                   | 66               | [ 36 ] [ 37 ] | N/A                |
| Judeus, Mizrahi (Iraque, Irão, etc.)  | N/A                   | 85               | [ 41 ]        | N/A                |
| Judeus Asquenazes                     | N/A                   | 68.8             | [ 36 ] [ 37 ] | N/A                |
| Judeus Sefarditas                     | N/A                   | 62               | [ 41 ]        | N/A                |
| Judeus do Iêmen                       | N/A                   | 44               | [ 41 ]        | N/A                |
| Sicilianos                            | 100                   | 71               | [ 42 ] [ 43 ] | N/A                |
| Mestiços do Peru                      | N/A                   | >90              | [ 28 ]        | N/A                |
| Mexicanos rurais                      | N/A                   | 73.8             | [ 36 ] [ 37 ] | N/A                |
| Afro-americanos                       | 20                    | 75               | [ 24 ]        | 0.87               |
| Libaneses                             | 75                    | 78               | [ 44 ]        | N/A                |
| Inuit do Alasca                       | N/A                   | 80               | [ 36 ] [ 37 ] | N/A                |
| Aborígenes australianos               | 44                    | 85               | [ 24 ]        | 0.922              |
| Africanos Bantu                       | 59                    | 89               | [ 24 ]        | 0.943              |
| Asiático-Americanos                   | N/A                   | 90               | [ 36 ] [ 37 ] | N/A                |
| Chineses Han do Nordeste              | 248                   | 92.3             | [ 45 ]        |                    |
| Chineses                              | 71                    | 95               | [ 24 ]        | 0.964              |
| Sueste da Ásia                        | N/A                   | 98               | [ 36 ] [ 37 ] | N/A                |
| Tailandeses                           | 134                   | 98               | [ 24 ]        | 0.99               |
| Americanos nativos nos Estados Unidos | 24                    | 100              | [ 24 ]        | 1.00               |

A significância estatística deste números varia bastante de acordo com a dimensão da amostra.

## Fisiopatologia
Bactérias do intestino grosso são capazes de consumir parte da lactose, liberando metano no processo, o que gera flatulência, dor e inchaço. Quanto mais dessas bactérias e quanto maior e mais frequente o consumo de lactose piores são os sintomas. Nas fezes a lactose aumenta o acúmulo de água tornando-as aquosas.

## Sinais e sintomas
Os sintomas mais comuns incluem dor abdominal, diarreia, flatulência, cãimbras, gases, assaduras, inchaço abdominal, náusea e vômito. Os sintomas aparecem entre 30 minutos a 2 horas após a ingestão dos derivados do leite, que contém lactose.

## Diagnóstico
O teste laboratorial utilizado na prática clínica para o diagnóstico de intolerância à lactose é o teste de tolerância à lactose que consiste em monitorar a glicose sanguínea após uma dose oral de lactose. O teste é considerado positivo se as medidas de glicemia não demonstrarem uma elevação de 18 mg/dL entre a glicemia de jejum inicial e as glicemias consecutivas realizadas 20, 40 e 60 minutos.
É possível realizar um exame genético para verificar se a pessoa possui a mutação que a torna tolerante à lactose, com uma simples coleta de sangue.

## Projeto de Lei - "Lei da Lactose"
No Brasil, ainda não existe uma lei que obrigue os fabricantes de alimentos a identificar nas embalagens a presença ou ausência de lactose, como existe com o glúten, em que todos os rótulos de alimento possuem os dizeres "possui glúten" ou "não possui glúten".
O Projeto de Lei 2663/2003 "obriga os fabricantes de produtos que contenham lactose a informar essa característica, no rótulo ou embalagem" e está em votação na Câmara dos Deputados há mais de 10 anos.